# Мфунди
Мфунди (фр. Mfoundi) — один из 10 департаментов Центрального региона Камеруна. Находится в центре южной части региона, занимая площадь в 297 км², из которых 180 км² приходится на столицу Камеруна Яунде.
Административным центром департамента является город Яунде (фр. Yaoundé). Граничит с департаментами: Лекье (на севере и северо-западе), Мефу и Аконо (на западе и юге) и Мефу и Афамба (на севере востоке и юге).

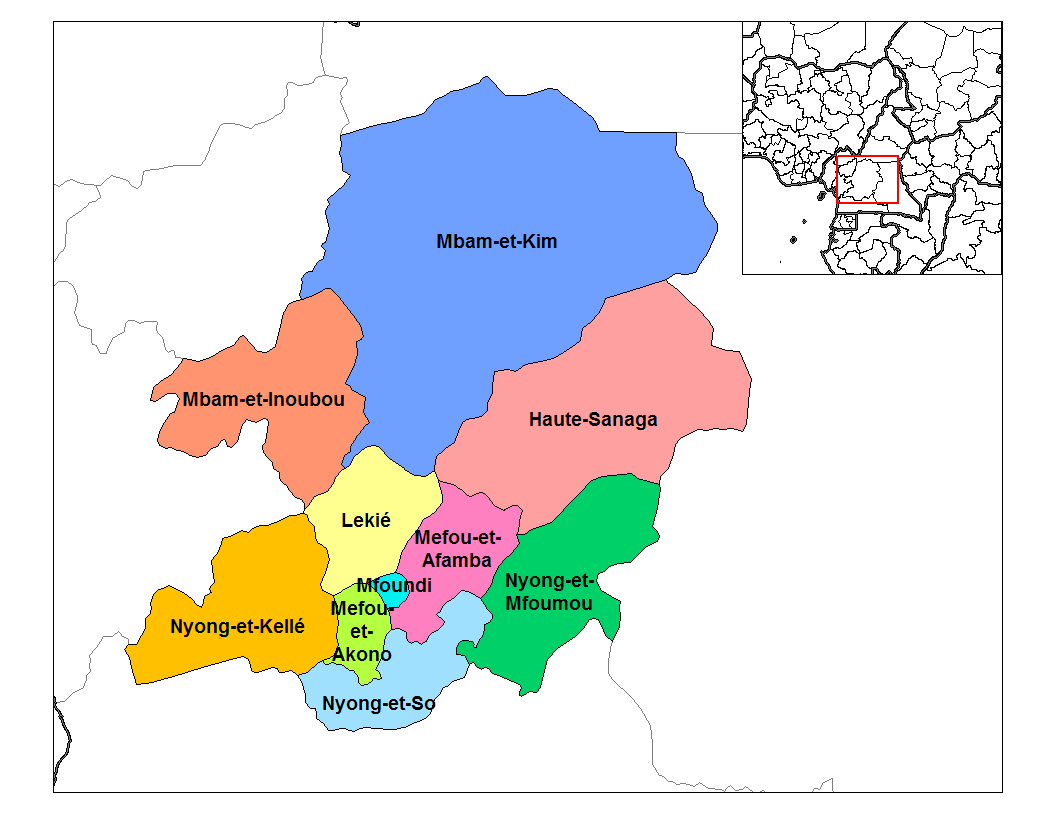
Департамент Мфунди на карте Центрального региона

## Административное деление
Департамент Мфунди состоит из одной городской коммуны: Яунде (фр. Yaoundé), которая подразделяется на 7 районов:
- Яунде I (фр. Yaoundé I)
- Яунде II (фр. Yaoundé II)
- Яунде III (фр. Yaoundé III)
- Яунде IV (фр. Yaoundé IV)
- Яунде V (фр. Yaoundé V)
- Яунде VI (фр. Yaoundé VI)
- Яунде VII (фр. Yaoundé VII)